# Lepidotrigla nana
Lepidotrigla nana és una espècie de peix pertanyent a la família dels tríglids.

## Descripció
- Fa 10,1 cm de llargària màxima.[4]

## Hàbitat
És un peix marí, batidemersal i d'aigües fondes que viu entre 290-310 m de fondària.

## Distribució geogràfica
Es troba al Pacífic occidental: Nova Caledònia.

## Observacions
És inofensiu per als humans.